# Pedra de Fogo
Pedra de Fogo é um distrito do município brasileiro de Sobral, no interior do estado do Ceará. Segundo o censo demográfico de 2022, realizado pelo Instituto Brasileiro de Geografia e Estatística (IBGE), sua população era de 1 159 habitantes e havia 405 domicílios particulares permanentes ocupados. Foi criado pela lei municipal nº 598 de 18 de maio de 2005.